# The Daily Telegraph (Austrália)
The Daily Telegraph é um tablóide publicado em Sydney, New South Wales, pela News Corporation de Rupert Murdoch.
The Tele, como é conhecido afetivamente, foi fundado em 1879 e em 1990 ocorreu a fusão com o seu jornal co-irmão vespertino The Daily Mirror para formar o The Daily Telegraph-Mirror com edições matinais e vespertinas, contudo as edições vespertinas foram mais tarde descontinuadas.
O jornal trilhou este caminho até Janeiro de 1996 quando a pressão dos leitores por um título mais curto, fez com que o nome do jornal mudasse para The Daily Telegraph, apesar da preocupação dos funcionários de que os antigos leitores do Mirror iriam se sentir desprestigiados.
A circulação do jornal no primeiro semestre de 2004 era de aproximadamente 409.000 por dia, a maior para um jornal de Sydney.
Assim como o seu homônimo Britânico, o jornal mantém uma forte inclinação política para a ala direita (conservador), com colunistas tais como Piers Akerman.

Ele foi apelidado de "The Daily Terror", "The Terrorgraph" ou "The Telecrap" por alguns. A sua contrapartida em Melbourne é o The Herald Sun.
A edição de sábado é chamada de The Saturday Daily Telegraph e a edição dominical é chamada de The Sunday Telegraph.

## Atuais jornalistas e colunistas
- Piers Ackerman
- Glenn Milne
- Joanna Tovia
- Robert Gerrish
- Malcolm Farr
- James Hooper
- Steve Mascord
- Paul Kent
- Anita Quigley
- Joe Hildebrand
- Tony Maguire
- Sue Dunlevy
- Maralyn Parker

## Antigos jornalistas
- Col Allan, atualmente no New York Post
- Steve Barratt
- Michael Beach
- Mark Day
- David Fitzsimmons
- Stephen Gibbs
- Mike Gibson
- Malcolm Holland
- Steve Howard